# Championnats d'Afrique de karaté 2012
Navigation
Édition précédente Édition suivante
Les championnats d'Afrique de karaté 2012, quatorzième édition des championnats d'Afrique de karaté, ont lieu du 7 au 9 septembre 2012 au Complexe sportif Moulay-Abdallah de Rabat, au Maroc.

## Médaillés

### Hommes
| Épreuve           | Or                                | Argent                  | Bronze                      |
| ----------------- | --------------------------------- | ----------------------- | --------------------------- |
| Kata              | Moussa Ibrahim (EGY)              | Paya Ndiaye (SEN)       | Billal Benkassem (MAR)      |
| Kata              | Moussa Ibrahim (EGY)              | Paya Ndiaye (SEN)       | Sylvestre Twajamahoro (RWA) |
| Kata par équipe   | Égypte                            | Libye                   | Maroc                       |
| Kata par équipe   | Égypte                            | Libye                   | Soudan                      |
| Kumite −60 kg     | Mehdi Benraouida (MAR)            | Nader Azzouzi (TUN)     | Mohamed Aly (EGY)           |
| Kumite −60 kg     | Mehdi Benraouida (MAR)            | Nader Azzouzi (TUN)     | Danny Mba Mintsa (GAB)      |
| Kumite −67 kg     | Redouane Koussekssou (MAR)        | Bakwadi Ofentse (BOT)   | Med Amine Hasnaoui (TUN)    |
| Kumite −67 kg     | Redouane Koussekssou (MAR)        | Bakwadi Ofentse (BOT)   | Jumael Okoro (GAB)          |
| Kumite −75 kg     | Mohamed Mohamed (EGY)             | Halim Nizar (MAR)       | Abdeladaim Elageli (LBA)    |
| Kumite −75 kg     | Mohamed Mohamed (EGY)             | Halim Nizar (MAR)       | Roussel Ditoumou (CGO)      |
| Kumite −84 kg     | Hany Shaker El Sayed Keshta (EGY) | Mohamed Bendellah (LBA) | Diego Mez Davy (CGO)        |
| Kumite −84 kg     | Hany Shaker El Sayed Keshta (EGY) | Mohamed Bendellah (LBA) | Mame Cheikh Ndiaye (SEN)    |
| Kumite +84 kg     | Moatassim El Fouzari (MAR)        | Dualde Malongo (CGO)    | Ridah Ouaz (TUN)            |
| Kumite +84 kg     | Moatassim El Fouzari (MAR)        | Dualde Malongo (CGO)    | Yao N'Guessan (CIV)         |
| Kumite par équipe | Égypte                            | Maroc                   | Tunisie                     |
| Kumite par équipe | Égypte                            | Maroc                   | République du Congo         |

### Femmes
| Épreuve           | Or                      | Argent                    | Bronze                   |
| ----------------- | ----------------------- | ------------------------- | ------------------------ |
| Kata              | Salma Assila (MAR)      | Coral Irène Jacobs (RSA)  | Diéwo Wane (SEN)         |
| Kata              | Salma Assila (MAR)      | Coral Irène Jacobs (RSA)  | Sarah Sayed (EGY)        |
| Kata par équipe   | Égypte                  | Maroc                     | Tchad                    |
| Kumite −50 kg     | Hiba Raouf (MAR)        | Imene Bechir (EGY)        | Rehema Kabera (RWA)      |
| Kumite −50 kg     | Hiba Raouf (MAR)        | Imene Bechir (EGY)        | Eya Jemai (TUN)          |
| Kumite −55 kg     | Yassmin Attia (EGY)     | Soumiya Elamri (MAR)      | Dhouha Ben Othman (TUN)  |
| Kumite −55 kg     | Yassmin Attia (EGY)     | Soumiya Elamri (MAR)      | Salha Aissa (LBA)        |
| Kumite −61 kg     | Soukaina Zahraoui (MAR) | Magatte Seck (SEN)        | Boutheina Hasnaoui (TUN) |
| Kumite −61 kg     | Soukaina Zahraoui (MAR) | Magatte Seck (SEN)        | Rozette Randa (EGY)      |
| Kumite −68 kg     | Reda Fatima (EGY)       | Jamila Saadoun (TUN)      | Mame Fatou Thiaw (SEN)   |
| Kumite −68 kg     | Reda Fatima (EGY)       | Jamila Saadoun (TUN)      | Rahima Nouasse (MAR)     |
| Kumite +68 kg     | Faten Aissa (TUN)       | Fatima Zahra Nouass (MAR) | Sara Atet (EGY)          |
| Kumite +68 kg     | Faten Aissa (TUN)       | Fatima Zahra Nouass (MAR) | Siny Fall (SEN)          |
| Kumite par équipe | Tunisie                 | Maroc                     | Égypte                   |
| Kumite par équipe | Tunisie                 | Maroc                     | Sénégal                  |